# اهوبیلام
اهوبیلام (به انگلیسی: Ahobilam) یک منطقهٔ مسکونی در هند است که در آندرا پرادش واقع شده‌است.

## خصوصیات
اهوبیلام ۳۲۷ متر بالاتر از سطح دریا واقع شده‌است.